# Josef Behmann
Josef Behmann (* 24., nicht 22. März 1880 in Schwarzach (Vorarlberg); † 5. März 1932 ebd.) war ein österreichischer Orgelbauer aus Schwarzach in Vorarlberg.

## Leben
Behmann war ein Sohn Anton und Maria Barbara Behmanns geb. Hammerer. Von 1895 bis 1898 erlernte er in der väterlichen Werkstatt das Tischler- und Orgelbauerhandwerk. Im Jahr 1898 setzte er seine Ausbildung bei Friedrich Weigle in Echterdingen fort – mit einem Hauptaugenmerk auf neuesten Entwicklungen auf dem Gebiet der pneumatischen Trakturen.
Ab 1901 war Behmann wieder bei seinem Vater tätig, seit 1907 als Werkmeister, und wuchs dort allmählich in die Führungsrolle hinein. 1911 ging die Firma durch Kauf ganz an ihn über und firmierte ab dann als Josef Behmann, vorm. Anton Behmann.
Unter Behmanns Leitung waren in dem Betrieb, dem auch eine Metallpfeifenwerkstatt angeschlossen war, in Spitzenzeiten bis zu 24 Mitarbeiter angestellt. Zu diesen gehörten auch seine beiden Brüder Ignaz und Alois. Nach dem Ersten Weltkrieg, als überwiegend nur noch Aufträge für Reparaturen und den Ersatz eingezogener Prospektpfeifen eingingen, schrumpfte die Anzahl der Beschäftigten vorübergehend auf fünf bis sechs. Von Frühjahr 1915 bis Spätjahr 1918 stand das Geschäft sogar gänzlich still, desgleichen waren die Werkstätten auch zwischen 1922 und 1924 an eine Tischlerei vermietet.
Behmann – ein guter Klavierspieler – blieb unverheiratet und kinderlos. Seine Firma bestand nach seinem Tod unter seinen Brüdern noch eine Zeit lang weiter und richtete vor dem Zweiten Weltkrieg ein Kooperationsangebot an den Konkurrenten Rieger Orgelbau. Dessen Leiter Josef von Glatter-Götz (1880–1948) kam nach der Vertreibung aus Jägerndorf (Krnov) 1945 darauf zurück, siedelte nach Schwarzach über und pachtete dort von 1946 bis zum Umzug in einen Neubau 1972 die damals schon leerstehenden Werkstätten. Das Firmenarchiv ging später an den österreichischen Denkmalpfleger Hans Nadler (siehe Literatur) über.

## Besonderheiten im Werk
In Neubauten verwendete Behmann gewöhnlich pneumatische Kegelladen, gelegentlich um Taschenladen ergänzt. Für größere Instrumente wählte er elektropneumatische Trakturen. Trotz seiner großen Affinität zu allem Technischen (Trakturen, Koppeln aller Art, Extensionen und Transmissionen) stand aber auch beim ihm, wie schon bei seinem Vater, die künstlerisch vollendete Intonation der Instrumente im Mittelpunkt. Konnte er Einfluss auf die Dispositionen der von ihm erbauten Orgeln nehmen, so griff er bereitwillig auf Anregungen der Elsässisch-Neudeutschen Orgelreform Albert Schweitzers und Emile Rupps zurück.

## Werke (Auswahl)
Die Gesamtwerkliste der Firmen Anton Behmann (1873–1910) und Josef Behmann, vorm. Anton Behmann (1911–1932) enthält 151 Nummern, von denen Josef Behmann für die opp. 106–151 verantwortlich zeichnete. Keine der Orgeln von Josef Behmann überschreitet die Dreimanualigkeit. Der räumliche Schwerpunkt liegt auf Vorarlberg, Tirol und Südtirol.
- 1911: Welschellen (Rina) (I/7), op. 106, Erstlingswerk nach der Firmenübernahme
- 1911: Marling, Pfarrkirche Mariä Himmelfahrt (II/24), op. 107
- 1912: Wahlen bei Toblach (I/6), op. 110

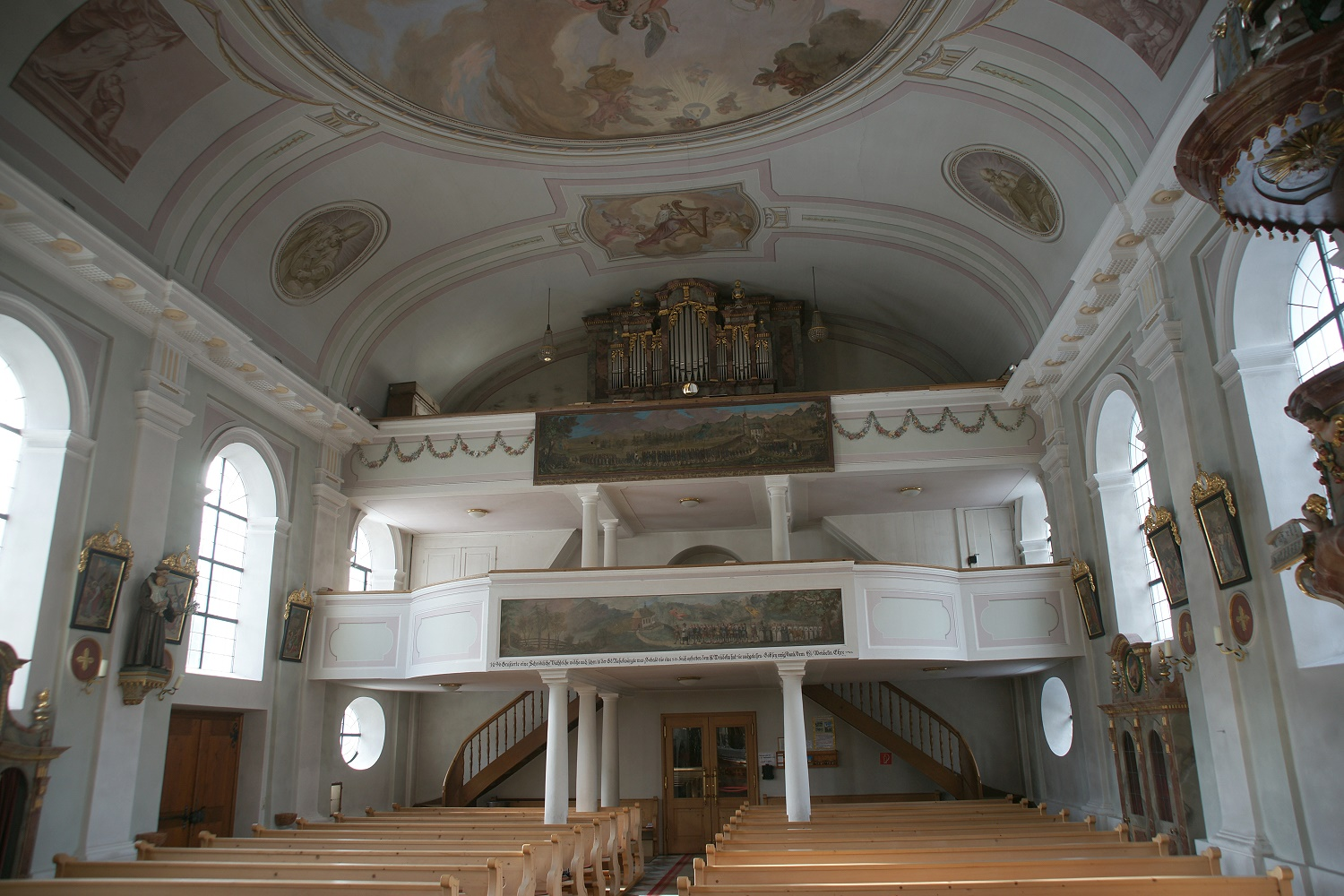
Josef-Behmann-Orgel von 1912 in Grän, Pfarrkirche Hl. Wendelin

- 1912: Grän, Pfarrkirche Hl. Wendelin (II/12), op. 111
- 1912: Schlanders, Pfarrkirche Mariä Himmelfahrt (II/20), op. 112[1]
- 1912: Wolkenstein in Gröden, Pfarrkirche Mariä Himmelfahrt (II/10), op. 113
- 1913: Eggental (II/18)[6], op. 116
- 1913: Petersberg bei Deutschnofen (II/10), op. 117
- 1913: Katharinaberg, Pfarrkirche Hl. Katharina (II/10), op. 118

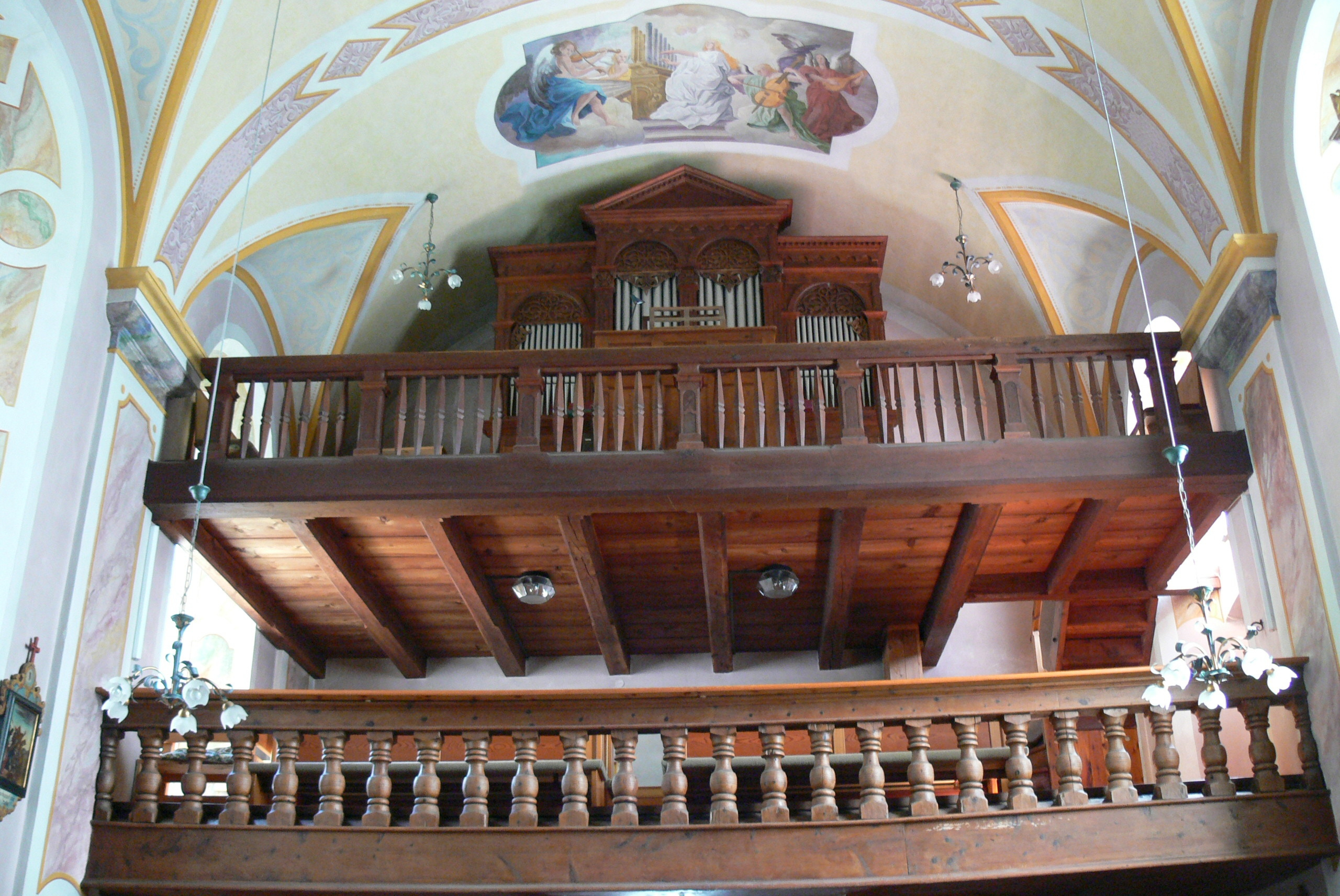
Josef-Behmann-Orgel von 1913 in Katharinaberg, Pfarrkirche Hl. Katharina
- 1913: St. Anton im Montafon, Pfarrkirche Hl. Antonius der Einsiedler (I/9), op. 119, in neuromanischem Gehäuse, 1919 neue Zinkprospektpfeifen von Gebrüder Mayer, 1983 stillgelegt und durch ein Elektronium ersetzt, 1999 endgültig durch einen Neubau von Gebrüder Mayer ersetzt[7][8]
- 1914: St. Katharina in Graun im Vinschgau (II/22), op. 121

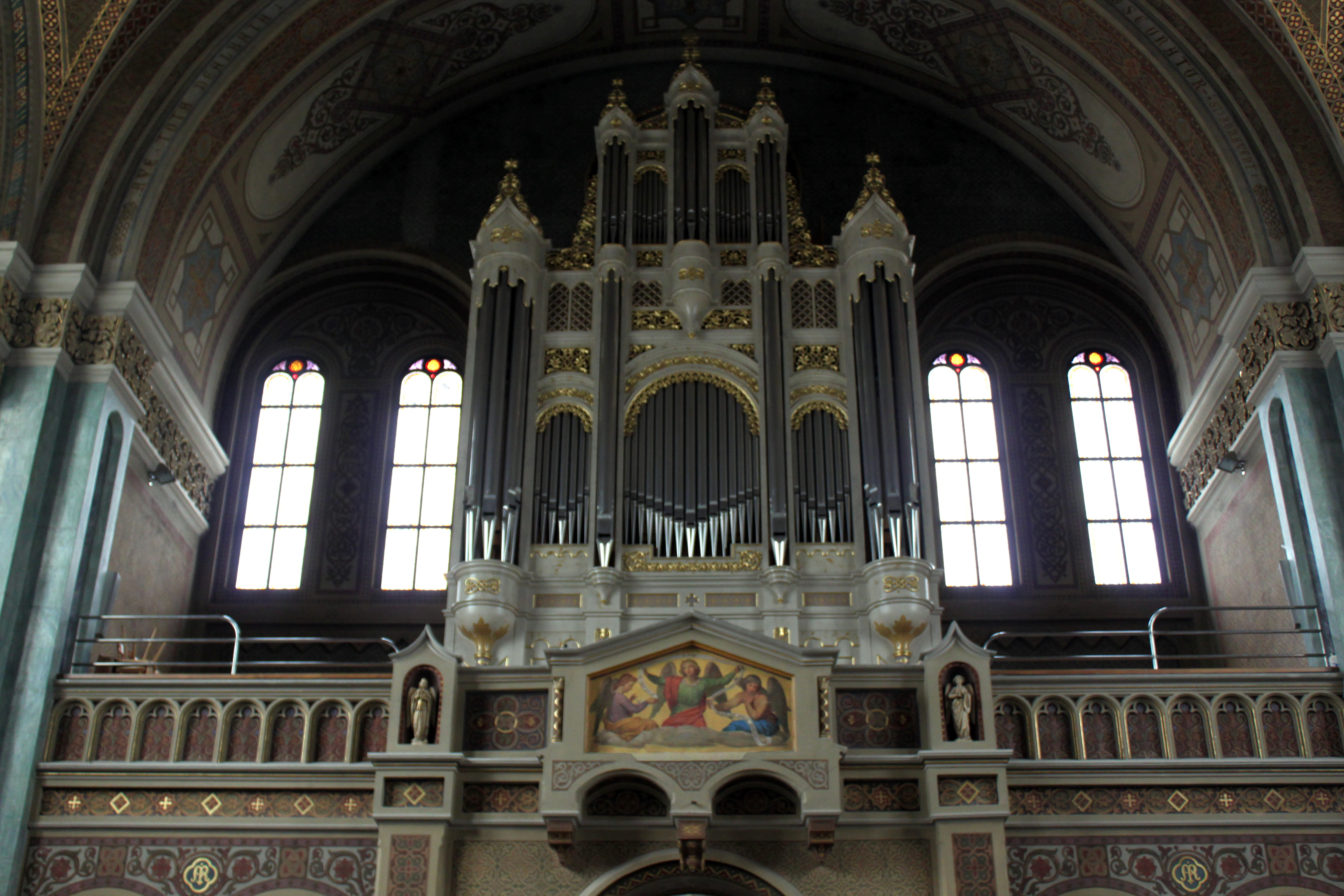
Josef-Behmann-Orgel von 1914 in Bruneck, Pfarrkirche Unserer Lieben Frau Mariä Himmelfahrt

- 1914: Bruneck, Pfarrkirche Unserer Lieben Frau Mariä Himmelfahrt (II/42), op. 122, mit elektropneumatischer Traktur
- 1914: Afing, Pfarrkirche Hl. Nikolaus (II/17), op. 124
- 1915: Aufkirchen bei Toblach (II/17), op. 126
- 1916: Dornbirn, Hausorgel Katechet Beck (II/4), op. 128, 1937 in die St. Antoniuskapelle Lustenau-Hasenfeld transloziert[9]
- 1920: Bregenz, Benediktinerkloster St. Gallusstift – Stiftskirche (jetzt: Kuppelsaal der Vorarlberger Landesbibliothek) (II/16), op. 131, 1993 von Martin Pflüger Orgelbau restauriert[10][11]

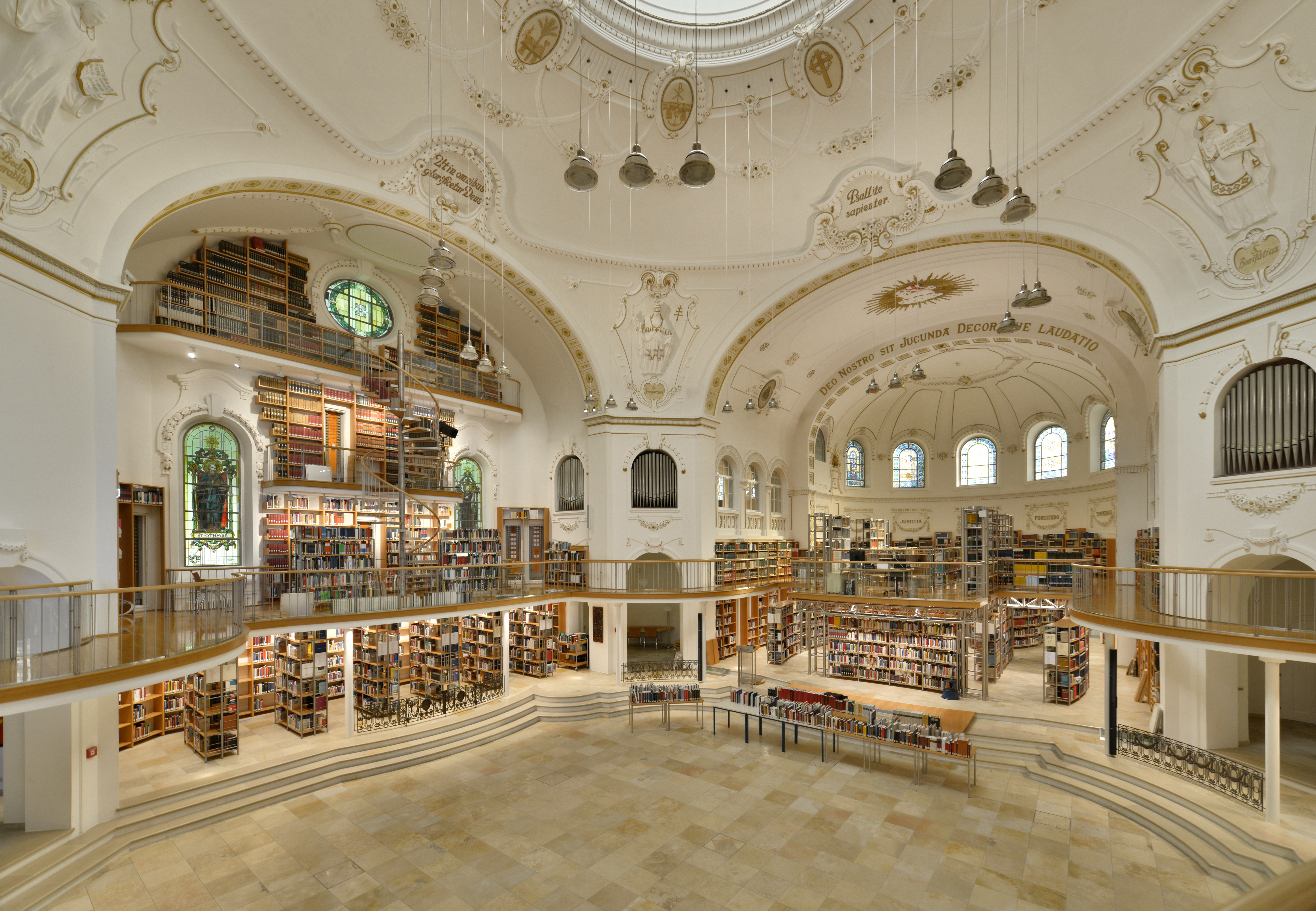
Josef-Behmann-Orgel von 1920 in Bregenz, Benediktinerkloster St. Gallusstift – Stiftskirche
(jetzt: Kuppelsaal der Vorarlberger Landesbibliothek)

Josef-Behmann-Orgel von 1920 in Bregenz, Benediktinerkloster St. Gallusstift – Stiftskirche
(jetzt: Kuppelsaal der Vorarlberger Landesbibliothek)

| I. Manual C–g3 |                |       |
| 1.             | Bourdon        | 16′   |
| 2.             | Principal      | 8′    |
| 3.             | Gamba          | 8′    |
| 4.             | Gedeckt        | 8′    |
| 5.             | Octav          | 4′    |
| 6.             | Kleingedeckt   | 4′    |
| 7.             | Mixtur III–IV0 | 2 ⁄3′ |

| II. Manual C–g3 |                  |    |
| 8.              | Geigenprincipal0 | 8′ |
| 9.              | Salicional       | 8′ |
| 10.             | Aeoline          | 8′ |
| 11.             | Vox celestis     | 8′ |
| 12.             | Flöte            | 4′ |
| 13.             | Waldflöte        | 2′ |
|                 | Tremolo          |    |

| Pedal C–f1 |             |     |
| 14.        | Subbaß      | 16′ |
| 15.        | Bourdonbaß0 | 16′ |
| 16.        | Cello       | 8′  |
- Koppeln:
  - Normalkoppeln: II/I, I/P, II/P
  - Superoktavkoppeln (ausgebaut): I/I, II/II
  - Suboktavkoppel: II/I
  - Diskantmelodiekoppel: II/I

- Spielhilfen:
  - Druckknöpfe: 5 feste Kombinationen (p, mf, f, Pleno, Tutti), Auslöser

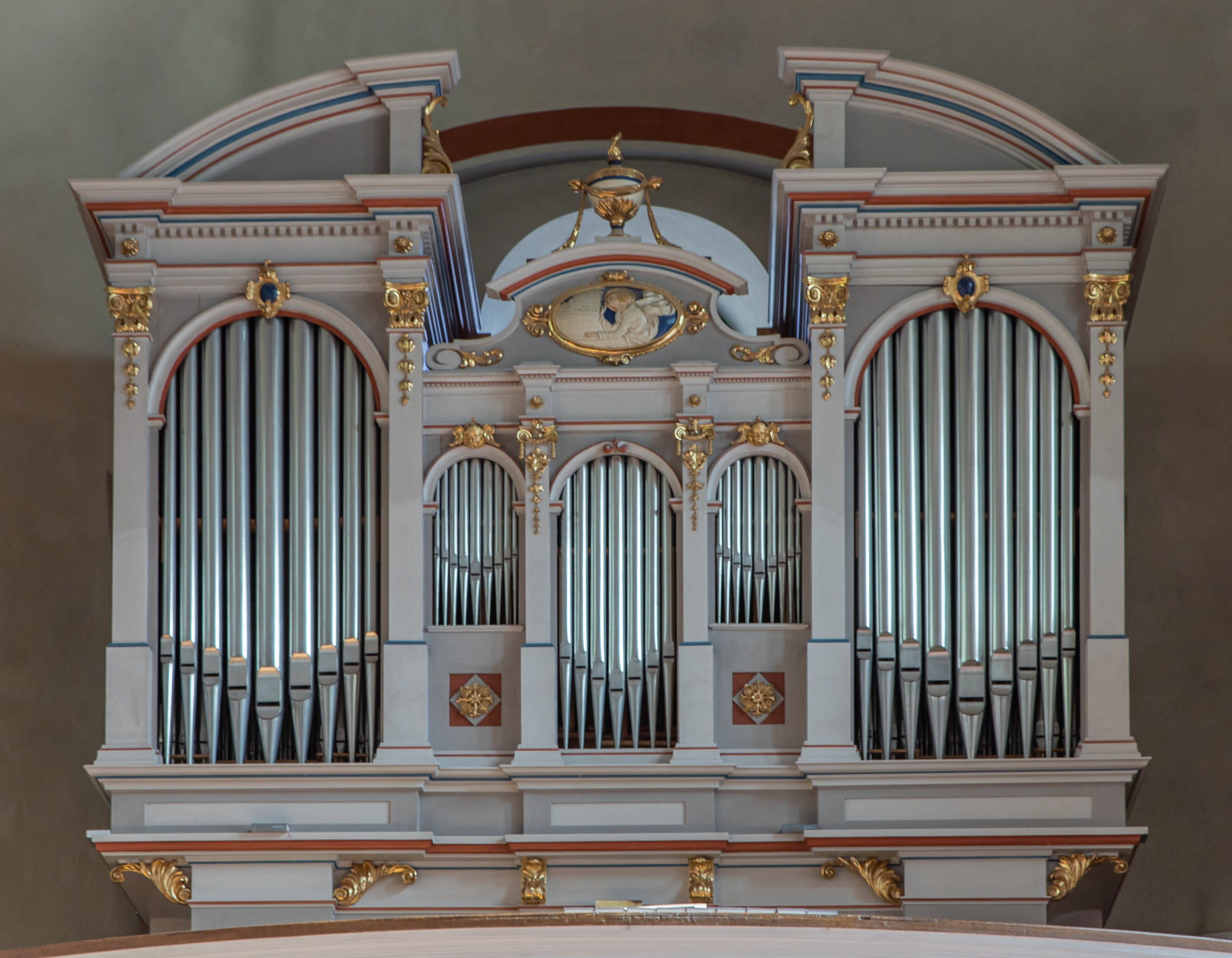
Josef-Behmann-Orgel von 1924 in Sexten-St. Veit, Pfarrkirche St. Petrus und Paulus

- 1924: Sexten-St. Veit, Pfarrkirche St. Petrus und Paulus (II/26), op. 132, mit elektropneumatischer Traktur[12]
- 1924: Spittal an der Drau, Ev. Martin-Luther-Kirche (II/14), op. 133, nicht erhalten
- 1925: Meiningen, Pfarrkirche Hl. Agatha (I/9), op. deest, Orgel von Anton Behmann aus dem Jahr 1890, von Behmann umgebaut, 1962 von Edmund Hohn mit der 1937 von Gebrüder Mayer erbauten Orgel aus der Alten Pfarrkirche Hl. Michael Feldkirch-Tisis zu einem Neubau (II/12) zusammengefügt[13]
- 1926: Hörbranz, Pfarrkirche Hl. Martin (II/16), op. 134, in neugotischem Gehäuse, ersetzt eine von Anton Behmann 1877 umgebaute Orgel von Remigius Haaser aus dem Jahr 1837 (II/12), 1957 von Edmund Hohn generalüberholt und dispositionell verändert, 1983 durch einen Neubau von Martin Pflüger Orgelbau ersetzt[14]

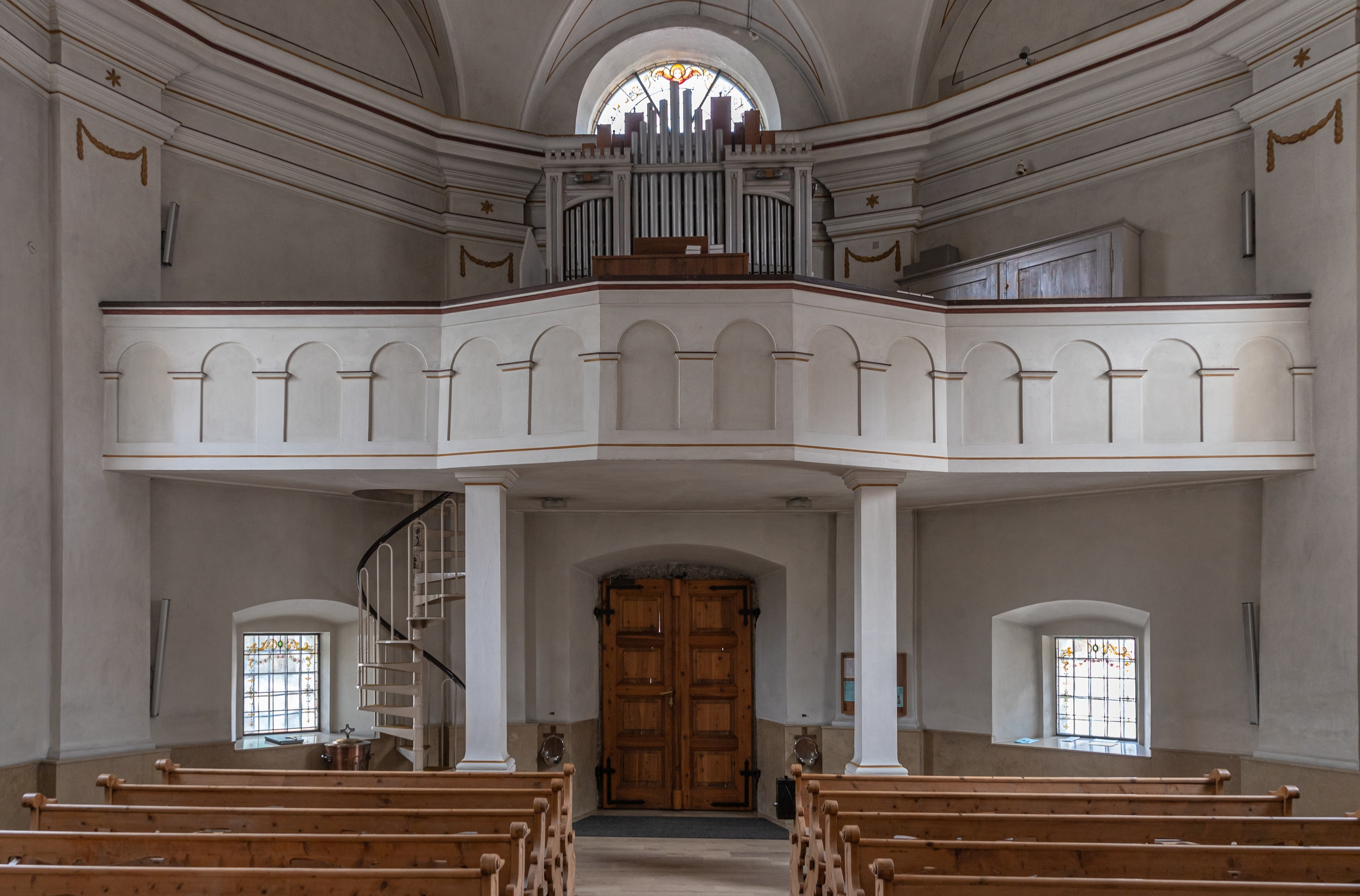
Josef-Behmann-Orgel von 1926 in Moos, Filialkirche Hl. Joseph

- 1926: Moos, Filialkirche Hl. Joseph (II/26), op. 135
- 1926: Kennelbach, Pfarrkirche Hl. Josef (II/16), op. 136, Orgel von Anton Behmann aus dem Jahr 1897, von Behmann technisch umfangreich verändert, 1956 neugotischer durch Freipfeifenprospekt ersetzt, 1957 von Edmund Hohn dispositionell verändert, vor 2008 von Gebrüder Mayer Orgelbau nach originalen Plänen Anton Behmanns rekonstruiert[15][16][17]
- 1926: Schnifis, Pfarrkirche Hl. Johannes der Täufer (II/18), op. 137, Orgel von Anton Behmann aus dem Jahr 1894 (II/14), von Behmann auf pneumatische Traktur umgestellt und dispositionell verändert, 1971 durch einen Brand vernichtet[18]
- 1927–28: Dornbirn, Stadtpfarrkirche St. Martin (III/67), op. 140, Prospektentwurf von Thomas Mennel, elektropneumatische Kegelladen, 1928 von Behmann selber auf Schleifladen fünf Hochdruckregister hinzugefügt (III/72), größte Orgel Vorarlbergs und größte von Behmann jemals erbaute Orgel, 1986 von Orgelbau Kuhn restauriert[19] und 2020–21 von demselben generalsaniert[20], unverändert erhalten[21][16][22][23][24]

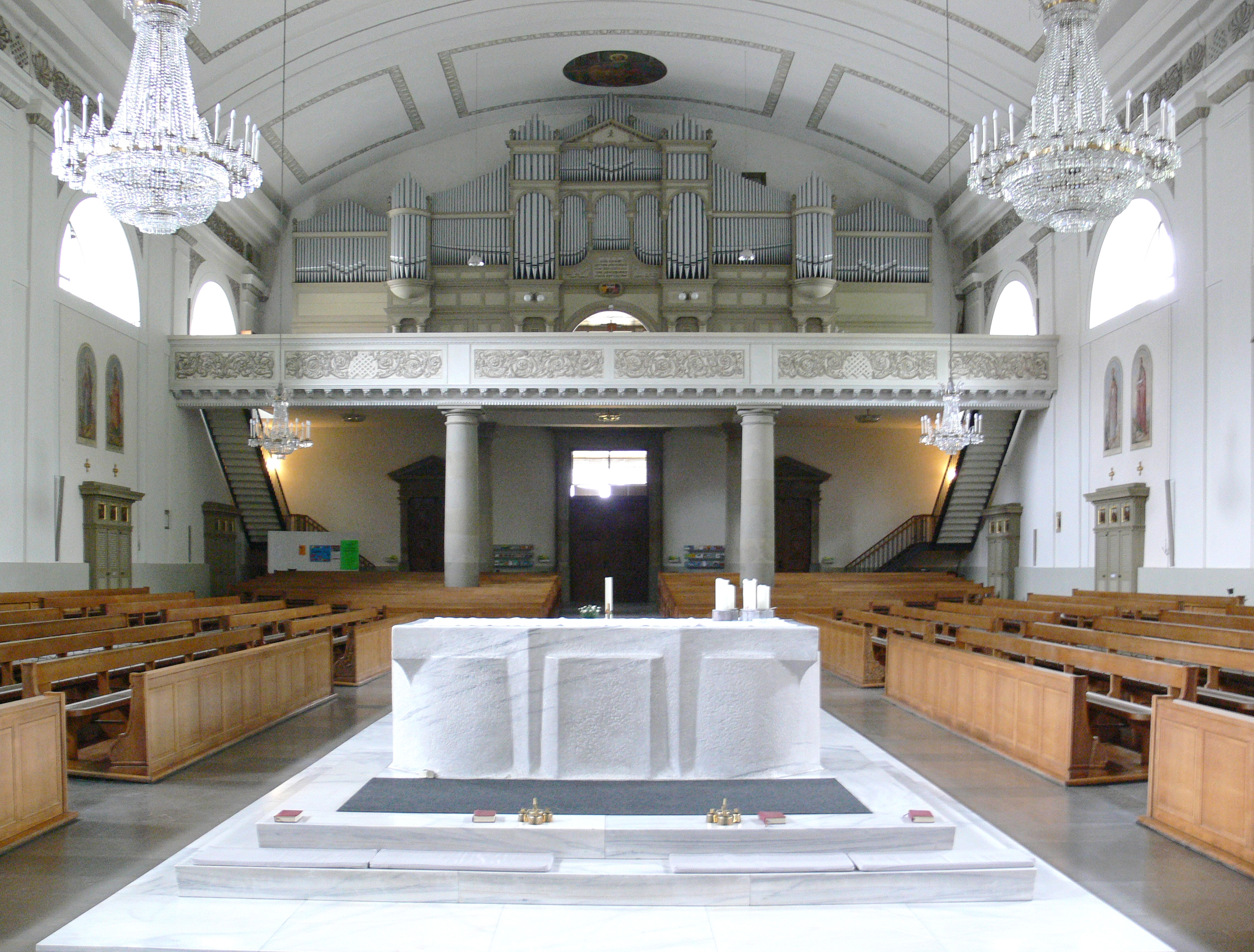
Josef-Behmann-Orgel von 1927–28 in Dornbirn, Stadtpfarrkirche St. Martin

| I Hochdruckwerk C–a3 (200 mm Winddruck) |                     |     |
| 01.                                     | Seraphon Prinzipal0 | 08′ |
| 2.                                      | Seraphon Violine    | 8′  |
| 3.                                      | Seraphon Gedeckt    | 8′  |
| 4.                                      | Tuba mirabilis      | 8′  |

| I Hauptwerk C–a3 (85 mm Winddruck) |                   |        |
| 5.                                 | Prinzipal mayor   | 16′    |
| 6.                                 | Flauto amabile    | 16′    |
| 7.                                 | Prinzipal primo   | 8′     |
| 8.                                 | Prinzipal piano   | 8′     |
| 9.                                 | Doppelgedeckt     | 8′     |
| 10.                                | Viola baritona    | 8′     |
| 11.                                | Flöte harmonique0 | 8′     |
| 12.                                | Salicional        | 8′     |
| 13.                                | Großquinte        | 5 1⁄3′ |
| 14.                                | Oktave            | 4′     |
| 15.                                | Hohlflöte         | 4′     |
| 16.                                | Dolce             | 4′     |
| 17.                                | Quinte            | 2 ⁄3′  |
| 18.                                | Superoktave       | 2′     |
| 19.                                | Septim            | 1 ⁄7′  |
| 20.                                | Cornet IV–V       | 8′     |
| 21.                                | Mixtur VI         | 2 ⁄3′  |
| 22.                                | Trompete          | 8′     |
| 23.                                | Clairon           | 4′     |

| II Schwellwerk C–a3 (80 mm Winddruck) |                       |       |
| 24.                                   | Bourdon               | 16′   |
| 25.                                   | Prinzipal secundo     | 8′    |
| 26.                                   | Tibia                 | 8′    |
| 27.                                   | Gedeckt               | 8′    |
| 28.                                   | Gamba                 | 8′    |
| 29.                                   | Quintatön             | 8′    |
| 30.                                   | Gemshorn              | 8′    |
| 31.                                   | Aeoline               | 8′    |
| 32.                                   | Vox cölestis          | 8′    |
| 33.                                   | Geigenprinzipal       | 4′    |
| 34.                                   | Traversflöte          | 4′    |
| 35.                                   | Viola d’amour         | 4′    |
| 36.                                   | Piccolo               | 2′    |
| 37.                                   | Harmonia ätherea III0 | 2 ⁄3′ |
| 38.                                   | Mixtur minor IV–V     | 2′    |
| 39.                                   | Trompete harmonique   | 8′    |
| 40.                                   | Klarinette            | 8′    |
| 41.                                   | Glockenspiel (d–d2)   |       |

| III Schwellwerk C–a3 (75 mm Winddruck) |                                       |        |
| 42.                                    | Quintatön                             | 16′    |
| 43.                                    | Geigenprinzipal                       | 8′     |
| 44.                                    | Bordun                                | 8′     |
| 45.                                    | Viola di alta                         | 8′     |
| 46.                                    | Konzertflöte                          | 8′     |
| 47.                                    | Unda maris                            | 8′     |
| 48.                                    | Dulciana                              | 8′     |
| 49.                                    | Fugara                                | 4′     |
| 50.                                    | Rohrflöte                             | 4′     |
| 51.                                    | Flageolet                             | 2′     |
| 52.                                    | Terzflöte                             | 1 3⁄5′ |
| 53.                                    | Vogelsang                             | 1′     |
| 54.                                    | Cymbalo III–IV                        | 2′     |
| 55.                                    | Oboe                                  | 8′     |
| 56.                                    | Vox humana                            | 8′     |
|                                        | Tremolo                               |        |
|                                        | Tremolo für Vogelsang und Vox humana0 |        |

| Pedal Hochdruckwerk C–f1 (200 mm Winddruck) |           |     |
| 57.                                         | Bombarde0 | 16′ |

| Pedal C–f1 (85 mm Winddruck) |                               |         |
| 58.                          | Mayorbaß (aus Nrn. 59 und 64) | 32′     |
| 59.                          | Prinzipalbaß                  | 16′     |
| 60.                          | Subbaß                        | 16′     |
| 61.                          | Violonbaß                     | 16′     |
| 62.                          | Harmonikabaß                  | 16′     |
| 63.                          | Echobaß                       | 16′     |
| 64.                          | Quintbaß                      | 10 2⁄3′ |
| 65.                          | Oktavbaß                      | 8′      |
| 66.                          | Cello                         | 8′      |
| 67.                          | Gedecktbaß                    | 8′      |
| 68.                          | Choralbaß                     | 4′      |
| 69.                          | Großtuba                      | 32′     |
| 70.                          | Posaune                       | 16′     |
| 71.                          | Baßtuba                       | 8′      |
| 72.                          | Baßtrompete                   | 4′      |
- Koppeln:
  - Normalkoppeln: II/I, III/I, III/II, I/II, I/P, II/P, III/P
  - Superoktavkoppeln (ausgebaut): II/I, III/I, III/II, I/I, II/II, III/III, II/P, III/P
  - Suboktavkoppeln: II/I, III/I, III/II
  - Quintkoppel: III/P
  - Diskantmelodiekoppeln: I/II, II/III
  - Bassmelodiekoppel: P/I

- Spielhilfen:
  - Druckknöpfe: 7 feste Kombinationen (pp, p, mf, f, ff, Pleno, Tutti [ohne Hochdruckwerk]), 3 freie Kombinationen (I, II, III), Auslöser
  - Balanziertritte: Crescendo, Schweller II, Schweller III
  - Kollektivtritte: rechts (Generalkoppel „An“, Fußtutti „An“, Pedal-Piano „An“), links (Crescendo „Ab“, Handregister „Ab“, Mixturen „Ab“, Zungen „Ab“, Manual 16′ „Ab“, Oktavkoppeln „Ab“, I. Manual „Ab“)

- 1928: Dornbirn/Schwarzenberg, Hochälpele (II/8[25]), op. 143, elektropneumatische Traktur, wie die gesamte Kapelle von Theodor und Maria Hämmerle gestiftet, zu einem unbekannten Zeitpunkt abgetragen, Teile der Orgel befinden sich noch im Besitz der Stifterfamilie[26]

| I. Manual C–f3 |           |       |
| 1.             | Gedeckt   | 8′    |
| 2.             | Principal | 4′    |
| 3.             | Quinta0   | 2 ⁄3′ |
| 4.             | Octave    | 2′    |

| II. Manual C–f3 |           |    |
| 5.              | Dulciana0 | 8′ |
| 6.              | Flauta    | 4′ |

| Pedal C–d1 |         |     |
| 7.         | Bordun0 | 16′ |
- Koppeln:
  - Normalkoppeln: II/I, I/P, II/P
  - Superoktavkoppeln (ausgebaut): II/II, II/I
  - Suboktavkoppel: II/I

- 1929: Götzis, Neue Pfarrkirche Hl. Ulrich (II/39), op. 145, elektropneumatische Traktur, 1967 durch einen Neubau von Gregor Hradetzky ersetzt[27]
- 1929: Bregenz-Riedenburg, Klosterkirche Sacré Coeur (II/20), op. 146, Orgel von Gebrüder Mayer aus dem Jahr 1873 (II/14), von Behmann auf pneumatische Traktur umgestellt und dispositionell erweitert, erhalten[28]
- 1929: Ebnit, Pfarrkirche Hl. Maria Magdalena (I/7), opp. 138 und 147, 1927 als Interimsinstrument für die Stadtpfarrkirche St. Martin Dornbirn erbaut, pneumatische Schleiflade, verwendet die Windlade der von Anton Behmann 1877 umgebauten ehemaligen Orgel von Remigius Haaser aus dem Jahr 1837 aus der Pfarrkirche Hl. Martin Hörbranz, vorhanden, Spieltisch aber in den 1980er-Jahren zugunsten eines Elektroniums abgebaut, dessen Lautsprecher zudem in das stillgelegte Werk eingelegt wurden[29]
- 1930–31: Bregenz, Stadtpfarrkirche Zum Heiligsten Herzen Jesu (III/54+1 Transmission+6 Vorabzüge), op. 148, elektropneumatische Traktur, mit „pneumatischer Reserve-Klaviatur“ für das Hauptwerk und Kalkantentritten für den Fall eines Stromausfalls, 1953 von Karl Schäfer umgebaut, 1992–94 von Orgelbau Kuhn und 2020 von Rieger Orgelbau restauriert[30][31][16][32][33]

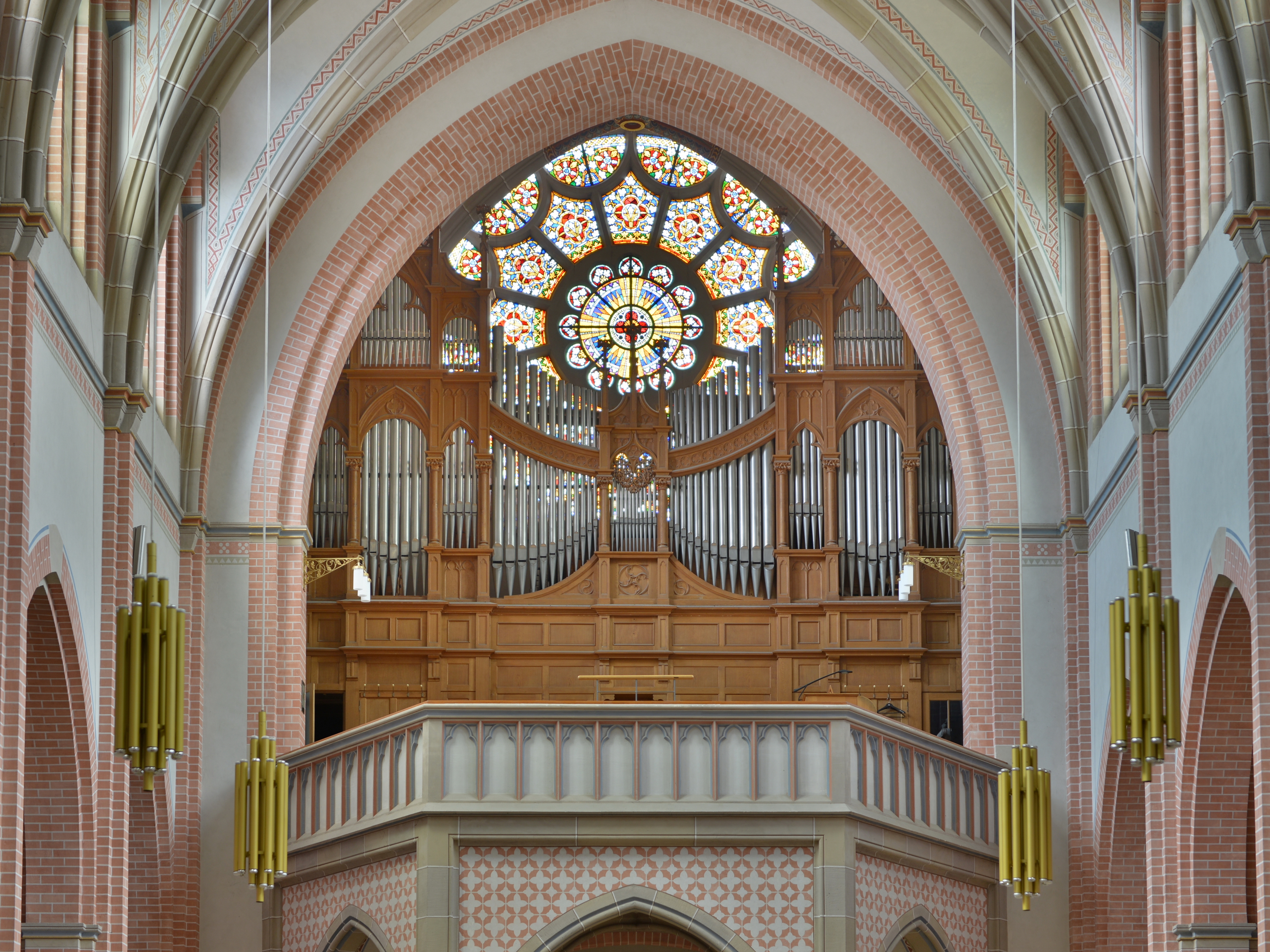
Prospekt der Josef-Behmann-Orgel von 1930–31 in Bregenz, Stadtpfarrkirche Zum Heiligsten Herzen Jesu
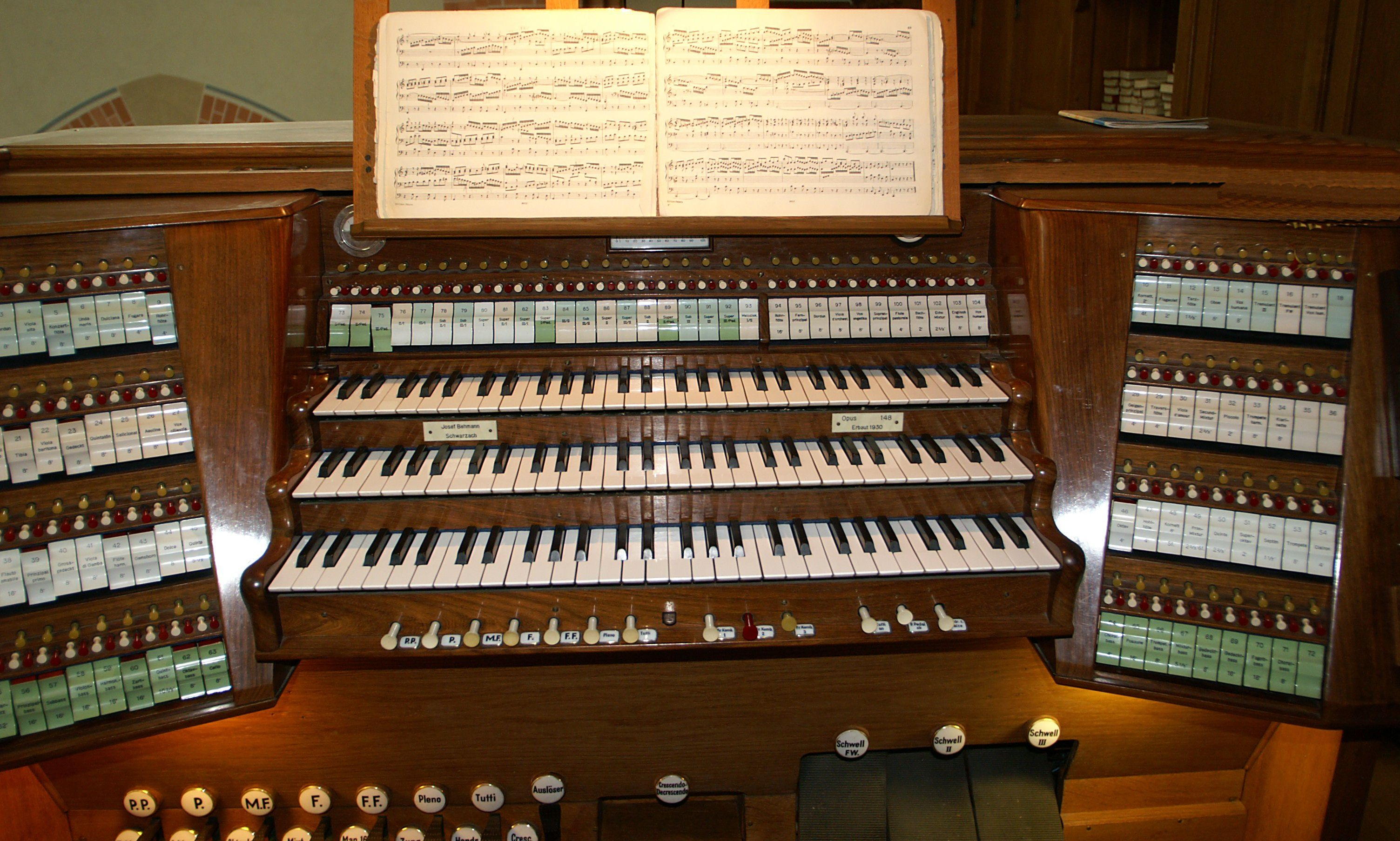
Spieltisch der Josef-Behmann-Orgel von 1930–31 in Bregenz, Stadtpfarrkirche Zum Heiligsten Herzen Jesu

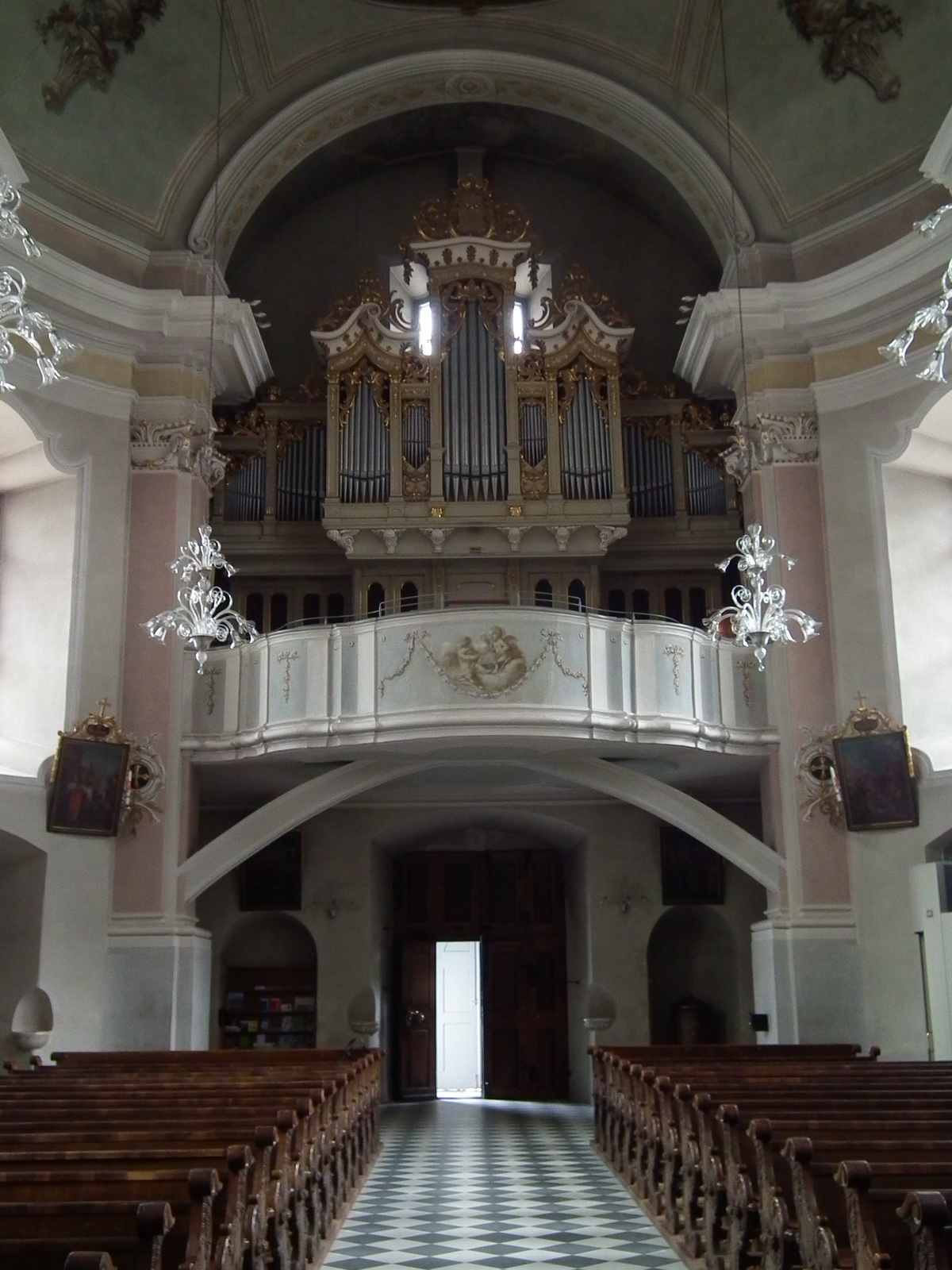
Josef-Behmann-Orgel von 1930–31 in Niederdorf, Pfarrkirche Hl. Stephanus Märtyrer

- 1930–31: Niederdorf, Pfarrkirche Hl. Stephanus Märtyrer (II/28), op. 149, erhalten
- 1931: Winnebach, Pfarrkirche Hl. Nikolaus (II/10), op. 150, 2002 von Oswald Kaufmann restauriert
- 1931: Göfis, Pfarrkirche Hl. Luzius (II/26), op. 151, letzter zu Lebzeiten Behmanns vollendeter Neubau unter Verwendung sämtlicher Register der Orgel von Gebrüder Mayer aus dem Jahr 1876 (I/8), 1941 von Gebrüder Mayer umgebaut, 1961 von Edmund Hohn generalüberholt und dispositionell verändert, 1971 anlässlich des Kirchenabrisses abgetragen und in den wiederverwendbaren Teilen in der Pfarrscheune eingelagert, 1986 endgültig durch einen Neubau von Martin Pflüger Orgelbau ersetzt[34]

## Veröffentlichungen
- Zum Kapitel „Die elektropneumatische Orgel“. In: Zeitschrift für Instrumentenbau 29 (1908/09), S. 662.
- Das Register None betreffend. In: Zeitschrift für Instrumentenbau 47 (1926/27), S. 1127.
- Josef Bergöntzle und die Orgel in Bludesch. In: Zeitschrift für Instrumentenbau 52 (1931/32), S. 241–243.

## Diskografie (Auswahl)
- Symphonische Orgelkunst. Helmut Binder an der historischen Behmann-Orgel (1927/28) der Pfarrkirche St. Martin in Dornbirn (Österreich). 1994, Edition Lade EL CD 011, CD (Helmut Binder, Orgel).
- Sigfrid Karg-Elert. Symphonische Orgelmusik. Helmut Binder an der historischen Behmann-Orgel (1931) der Pfarrkirche Herz-Jesu in Bregenz (Vorarlberg/Österreich). 1996, Edition Lade EL CD 018, CD (Helmut Binder, Orgel).
- Bach’s Memento. Orgelwerke von Johann Sebastian Bach in romantischen Bearbeitungen. Johannes Geffert an der historischen Behmann-Orgel (1927/28) von St. Martin in Dornbirn (Österreich). 2000, Edition Lade EL CD 030, CD (Johannes Geffert, Orgel).
- Die historische Behmann-Orgel der Pfarrkirche St. Martin in Dornbirn. Rudolf Berchtel spielt ausgewählte Choral-Improvisationen von Sigfrid Karg-Elert (1877–1933). 2002, Edition Lade EL CD 041, CD (Rudolf Berchtel, Orgel).